# Maria Angela Truszkowska
Maria Angela (al secolo Zofia Kamila) Truszkowska (Kalisz, 16 maggio 1825 – Cracovia, 10 ottobre 1899) è stata una religiosa polacca, fondatrice della congregazione delle Suore di San Felice da Cantalice (Feliciane).
Il 18 aprile 1993 è stata proclamata beata da papa Giovanni Paolo II.
La sua memoria liturgica è il 10 ottobre.